# Heart-Shaped Box (romance)
Heart-Shaped Box ou Caixa em Forma de Coração, em Portugal e A Estrada da Noite, no Brasil, é o primeiro romance de terror do autor Joe Hill. O livro foi publicado em 13 de fevereiro de 2007 pela William Morrow.

## Sinopse
O astro do rock Judas Coyne passa sua aposentadoria colecionando recordações mórbidas como a confissão de uma bruxa, um filme de verdade e, depois de receber um e-mail diretamente sobre o item online, um terno de um homem morto. Ele é dito pela filha que o espírito do velho está ligado a este terno fúnebre. O fantasma irá aonde quer que o faça e assim comprar este terno seria comprar um poltergeist; Judas não pode deixar passar esta oportunidade.
O terno chega em uma caixa em forma de coração. Várias ocorrências estranhas fazem com que Judas perceba que o fantasma é perigoso e está disposto a matá-lo e todos aqueles ao seu redor. Seu assistente, Danny Wooten, deixa o serviço de Jude, mas não antes de entrar em contato com a mulher que enviou o terno. Jude descobre que o fantasma era o pai de uma garota, Flórida, a quem ele namorou por alguns meses e que mais tarde cometeu suicídio. O fantasma quer se vingar de Jude por causar a morte de Flórida, como ele a vê. Jude foge de sua casa com sua namorada atual, Georgia, com o fantasma perseguindo-os.
A intenção do fantasma é manter Jude longe de seus dois cães, Angus e Bon, que, como familiares, podem proteger seus donos dos mortos. Jude e Georgia levam os cachorros com eles enquanto fogem para o sul. Os cães os salvam várias vezes, mas o fantasma acaba matando-os. Jude e Georgia descobrem que a Flórida foi hipnotizada e molestada por seu padrasto, Craddock McDermott. Quando a Flórida ameaçou entregar Craddock e sua irmã mais velha Jessica à polícia, eles a mataram e encenaram sua morte como suicídio. Mais tarde, um Craddock morrendo enfeitiçou o terno e providenciou que Jessica o vendesse para Jude.
Depois de uma série de batalhas sangrentas entre Judas e Craddock, a Geórgia encontra o caminho para trazer a Flórida de volta do túmulo e ajudar Judas a lutar com seu padrasto. No final, Craddock é derrotado, libertando Jude e Georgia de sua maldição; e Jessica aprisionada. Jude e Georgia passam pelo horrendo evento e eventualmente se casam.

## Publicação
Hill recebeu muita atenção com a publicação da Heart-Shaped Box. A Subterranean Press publicou a edição antecipada de 500 cópias e esgotou em poucos dias, muito antes da publicação. As limitadas 200 cópias assinadas e numeradas e 15 cópias com letras são procuradas pelos colecionadores de livros de Joe Hill. Uma segunda impressão da edição limitada foi anunciada pela Subterranean Press em 14 de abril de 2007 e lançada em maio de 2007. A segunda impressão esgotou-se horas depois de ser anunciada. Hill fez uma turnê internacional promovendo seu livro, que terminou em abril de 2007.
Seu livro anterior, 20th Century Ghosts, só estava disponível na editora britânica PS Publishing e foi impresso em quantidades muito limitadas (1.700 cópias no total, 700 das quais assinadas).
Heart-Shaped Box chegou à lista de best-sellers do New York Times em oitavo lugar, e foi revistado pelo New York Times e pela revista Time.
A Heart-Shaped Box ganhou o prêmio Bram Stoker de 2007 de Melhor Primeiro Romance.

## Adaptações
Os direitos do filme para Heart-Shaped Box foram adquiridos pela Warner Bros em 2007 para serem produzidos por Akiva Goldsman. O diretor irlandês Neil Jordan escreveu o roteiro e foi escalado para dirigir. O projeto parou no início do desenvolvimento.